# Gajówka (Piła Kościelecka)
Gajówka – część wsi Piła Kościelecka w Polsce położona w województwie małopolskim, w powiecie chrzanowskim, w gminie Trzebinia.
W latach 1975–1998 Gajówka administracyjnie należała do województwa katowickiego.